# Mesopusillimonas
Mesopusillimonas es un género de bacterias gramnegativas de la familia Alcaligenaceae. Actualmente contiene una sola especie descrita: Mesopusillimonas faecipullorum. Fue descrita en el año 2023. Su etimología hace referencia a entre Pusillimonas. Anteriormente conocida como Pusillimonas faecipullorum. Es aerobia e inmóvil. Tiene un tamaño de 0,6-0,7 μm de ancho por 1,5-1,8 μm de largo. Temperatura de crecimiento entre 20-30 °C, óptima de 30 °C. Catalasa y oxidasa positivas. Tiene un contenido de G+C de 57,4%. Se ha aislado de estiércol de aves en Taiwán. 